# Blankenberge
Blankenberge je město v Belgii. Nachází se v provincii Západní Flandry na pobřeží Severního moře. Je populární prázdninovou destinací s písečnými plážemi, zábavními podniky a secesní architekturou. Ve městě žije přibližně 20 tisíc obyvatel.
První písemná zmínka o Blankenberge pochází z roku 1270. Podle středověké tradice posílali zdejší obyvatelé každý rok do Brugg sviňuchu na důkaz spojenectví. Původní rybářská vesnice se rozrostla v devatenáctém století, kdy se Blankenberge stalo luxusním přímořským letoviskem, v němž pobývali např. František Ferdinand d'Este nebo Enrico Caruso. V roce 1933 byla vybudována 350 metrů dlouhá promenáda ve stylu art deco s výstavním pavilonem. Za druhé světové války bylo město součástí Atlantického valu a přístav musel být po válce obnoven. V roce 1971 byla k Blankenberge připojena sousední obec Uitkerke.
Přes Blankenberge prochází nejdelší tramvajová trať na světě Kusttram, město má také přímé železniční spojení s Bruselem, odkud v létě dopravují rekreanty mimořádné vlaky. Ve městě se nacházejí katolické kostely svatého Antonína a svatého Rocha, renesanční budova bývalé radnice, maják Comte Jean Jetty, kasino, velodrom, oceanárium a serpentárium. Každoročně se zde v létě koná květinový průvod Bloemencorso a festival soch z písku. Nedaleko města leží přírodní rezervace De Fonteintjes s bohatými porosty orchidejí.
Natáčel se zde film Úplné zatmění.
Narodil se tu Frans Massereel (července 1889 – ledna 1972), který se proslavil svými černobílými dřevoryty. Malíř a grafik zachytil spoustu železničních výjevů, nádraží, vlaků, nástupišť, cestujících a později inspiroval i řadu komiksových tvůrců.